# Моричани

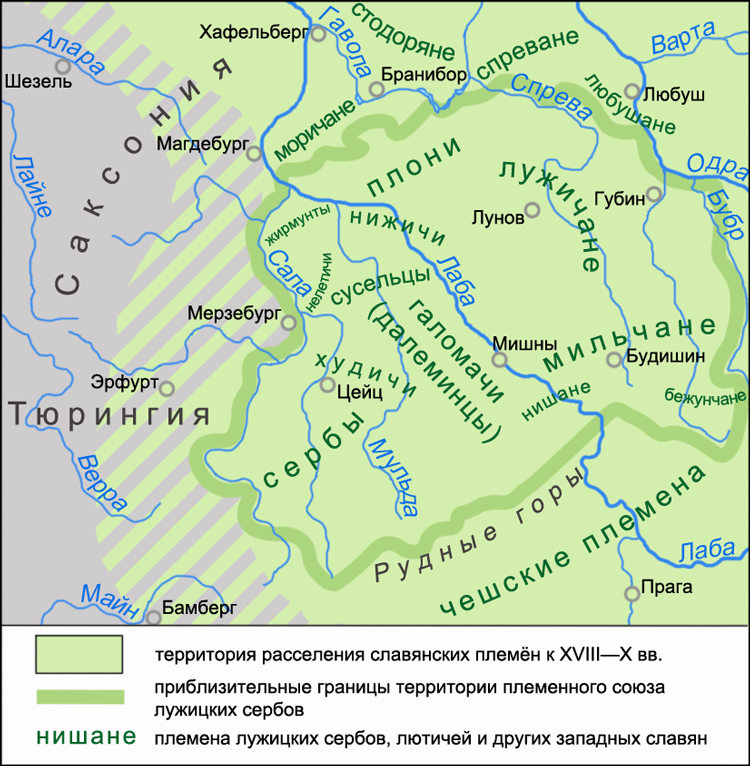
Плем'я моричани в VIII—X ст.

Моричани — середньовічне західнослов'янське плем'я серед групи полабських слов'ян, яке було частиною племінного союзу лютичів. Столицею племені моричани було місто Жевін (в.-луж. Dźěwin, н.-луж. Źěwin), тепер це німецьке місто Магдебург. В 805 році король франків Карл Великий захопив місто і назвав Магдебург. Згадуються моричани Баварським географом у IX столітті. 
Існувало два племені, які носили назву моричан:
- Перше — лат. Morizi, селилася між Мюрицьким і Доленським озерами.
- Друге — лат. Morezini, жило на р. Лаба близько м. Магдебурга.